# Мурад Бей
Мурад Бей (*араб. مراد بك; бл. 1750 — 22 квітня 1801) — каймакам (заступник) бейлербея Єгипетського еялету в 1784—1785 роках.

## Життєпис
Походив з Черкесії або Мінгрелії. Народився близько 1750 року. Юнаком опинився в рабстві. 1768 року став мамлюком Мухаммад-бея. Брав активну участь у походах останнього в 1770-х роках до Сирії й Палестини. Отримав титул бея.
У 1775 році після смерті Мухаммад-бея спільно з другом Ібрагім-беєм очолив клан аль-Мухаммадія, що виступив проти Ісмаїл-бея, голови клану аль-Алавія. Після перемоги над останнім 1778 року призначається амір аль-хаджем (очільником каравану прочан до Мекки) та головою кінноти.
У 1784 році стає каймакамом (заступником паши) Єгипту, відсторонивши Ібрагім-бея від влади. Але вже 1785 року замирився з ними, знову розділивши владу над Єгиптом. 1786 року проти них виступив османський військовик Джезаїрлі Газі Хасан-паша. Мамлюки зазнали поразки й вимушені були втікати на південь. Втім у 1787 році після відкликання Хасан-паши до столиці Мурад-бей спільно з Ібрагім-беєм повстали. 1788 року виступили проти Ісмаїл-паши, нового бейлербея, втім зазнали невдачі. Але Верхній Єгипет залишився в їх владі.
У 1791 році з огляду на відволікання османських військ на війну з Російською імперією Мурад-бей разом з Ібрагім-беєм перейшов у наступ, захопивши Каїр. 1796 року відправив війська для підкорення Кордофану і Дарфуру, але без значного успіху.  Також планував захопити Сеннар, скориставшись розгардіяжем в цьому султанаті.
1798 року французька армія на чолі із Наполеоном Бонапартом висадилася в порту Александрії. У липні того ж року в битві біля Шубрахіта зазнав поразки від французького війська. Невдовзі спільно з Ібрагім-беєм очолював війська у битві біля пірамід, де французи здобули нову перемогу. Відступив до Верхнього Єгипту, звідки атакував загарбників.
1800 року уклав угоду з Жаном-Батистом Клебером, очільником французьких військ в Єгипті, погодившись очолити Каїр. Помер під час епідемії чуми в 1801 році.